# Chatham-Ente
Die Chatham-Ente (Anas chathamica, Synonym: Pachyanas chathamica) ist eine ausgestorbene Entenart, die auf den Chatham-Inseln endemisch war. Sie ist nur von subfossilem Knochenmaterial bekannt, das in der Te Whanga Lagoon gefunden wurde.
Das Skelett weist die Chatham-Ente als große, kräftig gebaute Ente aus. Mit einem Gewicht von 1,5 Kilogramm wog sie ungefähr so viel wie die rezente Paradiesgans (Tadorna variegata). Ihre kurzen Flügel deuten darauf hin, dass sie vermutlich flugunfähig war. Sie hatte große Salzdrüsen am Schädel, was ein Hinweis darauf sein könnte, dass ihr Lebensraum die brackigen Gewässer der Te Whanga Lagoon und geschützte Abschnitte an der Küste waren.
Die verwandtschaftlichen Beziehungen der Chatham-Ente waren lange Zeit unklar. Skeletteigenschaften, wie der hervorstehende Hinterrand des Schulterblatts (Margo caudalis) und ein erhabener dorsaler Höcker am Humerus deuten eher auf eine Verwandtschaft mit den Halbgänsen (Tadorninae) als mit den Schwimmenten (Anatini) hin. Der Schnabel weist jedoch Ähnlichkeiten mit einem Schwimmentenschnabel auf. Untersuchungen der mitochondrialen DNA stellen die Chatham-Ente in die Gattung Anas als basale Art innerhalb einer Klade neuseeländischer und subantarktischer Enten (Aucklandente (A. aucklandica), Neuseelandente (A. chlorotis) und Campbellente (A. nesiotis)).
Die Hauptnahrung, die vermutlich aus Krabben und Schalentieren bestand, fand die Chatham-Ente an der Wasseroberfläche. Möglicherweise ernährte sie sich auch von Wasserpflanzen. Neben der Hawkins-Ralle (Diaphorapteryx hawkinsi) ist die Chatham-Ente die zweite auf den Chatham-Inseln ausgestorbene endemische Wasservogelart aus einer monotypischen Gattung.
Der genaue Zeitpunkt des Aussterbens ist unbekannt. Sie verschwand offenbar zwischen der Ankunft der Polynesier im Jahre 1350 und dem Eintreffen der Europäer im Jahre 1791. Da die Pazifische Ratte nur den Küken gefährlich werden konnte, gilt die Überjagung durch die polynesischen Siedler als wahrscheinlichste Aussterbeursache.